# Antennacanthopodia
Antennacanthopodia gracilis
Genre
Espèce
Antennacanthopodia est un rare genre de lobopodiens non-cuirassés du biote de Chengjiang. Antennacanthopodia gracilis est une espèce de ce genre.

## Présentation
Il possède des pattes épineuses, une paire d'« antennes » et un contour corporel de type onychophore (Cambrien inférieur, vers 520 Ma).
Antennacanthopodia  a une paire d'antennes frontales, des organes visuels latéraux potentiels de type ocelle, une seconde paire d'antennes éventuellement homologues des papilles visqueuses des onychophores modernes, un intestin moyen droit et volumineux, de minuscules épines sur les pattes et le tronc et vraisemblablement une paire d'appendices postérieurs ; ses pattes ont une musculature bien développée et se terminent par des coussinets fortement sclérotisés.

## Systématique
Le genre Antennacanthopodia et l'espèce Antennacanthopodia gracilis ont été décrits en 2011 par les paléontologues chinois Qiang Ou (d) et De-gan Shu (d) dans une publication coécrite avec cinq autres chercheurs. 

## Description
L'holotype d’Antennacanthopodia gracilis mesure 14 mm.

## Étymologie
Le nom générique, Antennacanthopodia, composé des termes latins antennatus et acanthopodus, fait référence aux deux caractères spécifiques de ce genre.
L'épithète spécifique, du latin gracilis, « mince, svelte », se réfère à l'apparence de cette espèce.

## Publication originale
- (en) Qiang Ou, Jianni Liu, Degan Shu, Jian Han, Zhifei Zhang, Xiaoqiao Wan et Qianping Lei, « A rare onychophoran-like lobopodian from the Lower Cambrian Chengjiang Lagerstätte, southwestern China, and its phylogenetic implications », Journal of Paleontology, Société de paléontologie, vol. 85, no 03,‎ mai 2011, p. 587-594 (ISSN 0022-3360 et 1937-2337, DOI 10.1666/09-147R2.1, lire en ligne).